# Vaballathus

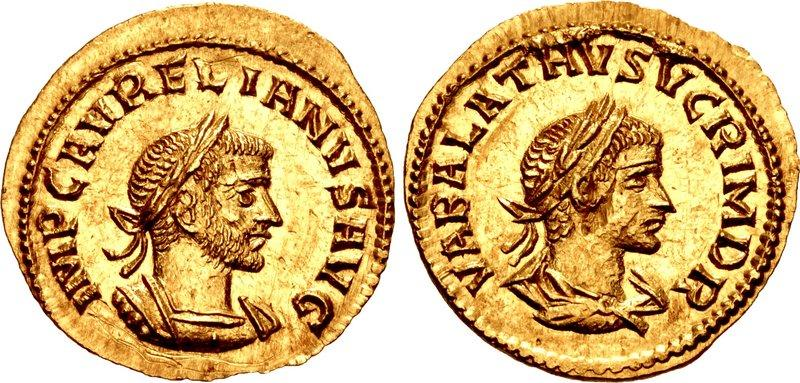
Aureus des Vaballathus (rechts) als nomineller Mitregent Aurelians

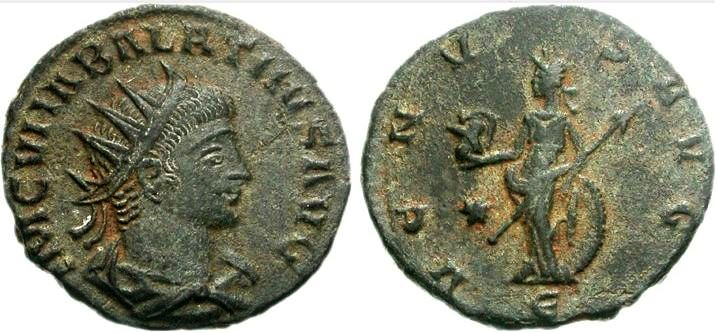
Antoninian des Vaballathus als Augustus

Lucius Iulius Aurelius Septimius Vabal(l)athus Athenodorus († wohl 273) war der Sohn des römischen Konsulars und Kaiserstellvertreters Septimius Odaenathus von Palmyra und seiner Frau Septimia Zenobia.
Als Odaenathus 267/268 ermordet wurde, erbte Vaballathus die Titel seines Vaters (rex regum, corrector totius Orientis und wohl auch dux Romanorum) und die Herrschaft im palmyrenischen Teilreich, stand aber als Minderjähriger unter der Vormundschaft seiner Mutter. Anfangs waren Zenobia und ihr Sohn gegenüber dem Kaiser in Rom loyal. Zenobia gelang es durch geschickte Ausnutzung der Krise im Römischen Reich, den Einflussbereich Palmyras bis auf Ägypten und Arabien auszudehnen. Die beiden Provinzen wurden 270 besetzt, Vaballathus nahm im selben Jahr den Titel Imperator an. Der neue Kaiser Aurelian tolerierte diese Mitregentschaft zunächst, da seine militärischen Kräfte durch Germaneneinfälle im Westen gebunden waren und seine Oberhoheit als Augustus zudem formell unangetastet blieb. Als sich jedoch Aurelian 272 gegen Palmyra wandte, schritt Zenobia zur offenen Usurpation und ließ ihren Sohn ebenfalls zum Augustus ausrufen. Beide wurden besiegt und gefangengesetzt; nach Zosimos starb Vaballathus auf dem Weg nach Rom.